# Malte Kaufmann

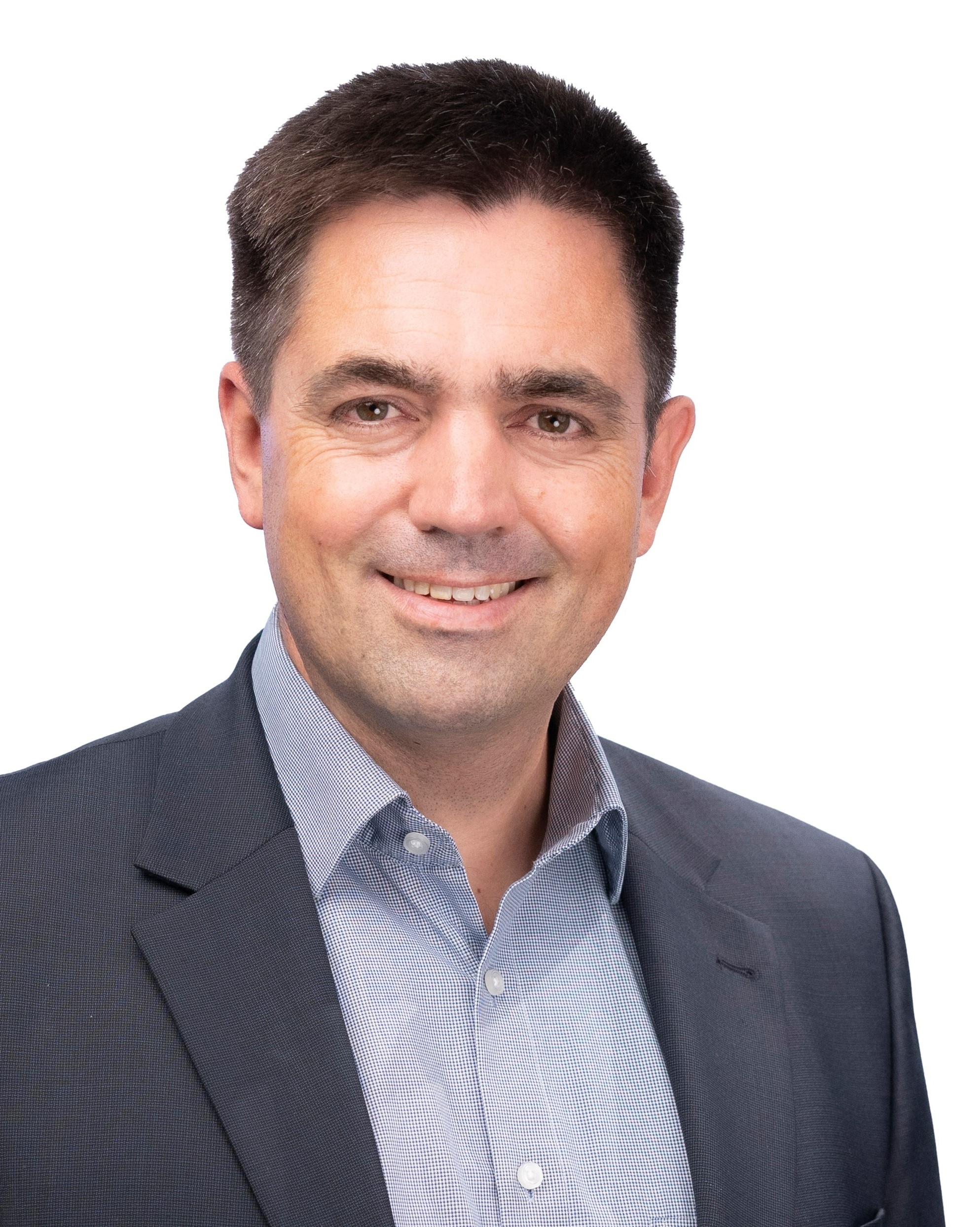
Malte Kaufmann (2021)

Malte Kaufmann (* 14. Dezember 1976 in Mannheim) ist ein deutscher Volkswirt, Unternehmer und Politiker der Alternative für Deutschland (AfD), zuvor CDU. Seit 2021 ist er Mitglied des Deutschen Bundestages und Obmann im Wirtschaftsausschuss.

## Persönlicher Werdegang
Malte Kaufmann wuchs im Rhein-Neckar-Kreis auf und legte 1996 sein Abitur am katholischen Privatgymnasium St. Raphael in Heidelberg ab. Nach seinem Schulabschluss leistete er bis 1997 Wehrdienst als Panzerfahrer beim 2. Panzerflakbataillon 12 in Hardheim/Odenwald. Anschließend studierte er bis 1998 Immobilienwirtschaft an der Europäischen Immobilienakademie Saarbrücken mit Abschluss Immobilienwirt (Dipl. EIA). Daran anknüpfend studierte er bis 2007 Volkswirtschaftslehre an der Universität Heidelberg (Alfred Weber Institut) mit Abschluss Diplom-Volkswirt. 2008 gründete er die Firma Kaufmann Immobilien mit Sitz in Mühlhausen, deren Inhaber er bis heute ist. Von 1998 bis 2008 war er als Lehrbeauftragter an der Freien Christlichen Schule Heidelberg tätig. Im Zeitraum 2010 bis 2015 erfolgte eine externe Promotion an der Wirtschaftsuniversität Bukarest.
Malte Kaufmann ist seit 2001 verheiratet, hat vier Kinder und lebt mit seiner Familie in Mühlhausen bei Heidelberg.

## Politischer Werdegang

### CDU
Kaufmann war von 2002 bis 2016 Mitglied der CDU. Dort übte er verschiedene Parteiämter aus (u. a. Mitglied des Kreisvorstands der CDU Rhein-Neckar, Vorsitzender der MIT Rhein-Neckar, Mitglied des Landesvorstandes der MIT Baden-Württemberg, Mitglied des Bezirksvorstandes der CDU Nordbaden sowie Leiter des Arbeitskreises Europa der CDU Nordbaden). Ende September 2016 trat er aus der CDU aus und legte alle Parteiämter nieder. Am 13. Oktober 2016 war Kaufmann zu Gast bei der Talkshow Maybrit Illner, dort berichtete er, dass er aus der CDU ausgetreten sei und nun zur AfD wechsle. Als Grund gab er die Entwicklung der CDU weg von konservativen Werten hin zu links der Mitte an. Die beim rechtskonservativen Bündnis Demo für Alle vorgetragenen Argumente in Richtung Begrenzung unbeschränkter Gleichstellung von Homosexuellen und Ablehnung der gleichgeschlechtliche Ehe führte Malte Kaufmann, der bei der Demo für Alle auch als Redner in Erscheinung trat, im Jahre 2016 als weitere Gründe für den Austritt aus der CDU an.

### AfD
Seit Herbst 2016 engagiert er sich für die AfD, im April 2017 wurde er als Mitglied aufgenommen. Seit Februar 2018 fungiert er als Sprecher der AfD Heidelberg. Er wurde zudem als Bundes- und Europadelegierter und als Delegierter zum AfD-Bundeskonvent gewählt.
Seit Juni 2019 ist er gewählter Kreisrat (Direktmandat im Wahlkreis Weinheim). Er ist Vorsitzender der AfD-Fraktion im Kreistag des Rhein-Neckar-Kreises und Vorsitzender der AfD-Fraktion in der Verbandsversammlung Region Rhein-Neckar.
Im Dezember 2020 wählten ihn die Mitglieder der AfD im Bundestagswahlkreis Heidelberg zum Direktkandidaten für die Wahl des Deutschen Bundestages. Im Juni 2021 wurde Kaufmann von den Mitgliedern der AfD Baden-Württemberg auf den 7. Platz der Landesliste gewählt.

### Deutscher Bundestag
Bei der Bundestagswahl 2021 wurde er über die Landesliste in den Deutschen Bundestag gewählt.
Wiederholt für das Amt des Bundestagsvizepräsidenten aufgestellt, wurde Kaufmann jedes Mal vom Plenum abgelehnt.
Im 20. Deutschen Bundestag war Kaufmann Mitglied und Obmann der Fraktion im Wirtschaftsausschuss und stellvertretendes Mitglied im Ausschuss für Wirtschaftliche Zusammenarbeit und Entwicklung. Außerdem war er Mitglied der Deutsch-Französischen Parlamentarischen Versammlung und stellvertretendes Mitglied in der Parlamentarischen Versammlung der Union für den Mittelmeerraum. Als Mitglied der deutschen Delegation in der Parlamentarischen Versammlung der OSZE setzte er sich für Transparenz bei Wahlvorgängen ein und fungierte unter anderem als OSZE-Wahlbeobachter in Serbien, Ungarn, Bosnien und Herzegowina, Kasachstan sowie in den USA.
Kaufmann war stellvertretender Vorsitzender der Deutsch-Südasiatischen Parlamentariergruppe und der Parlamentariergruppe Belgien-Luxemburg sowie Mitglied in der Parlamentariergruppe Deutschland-USA.
Er war Mitglied der Parlamentariergruppe Luft- und Raumfahrt und saß im Beirat der Bundesnetzagentur für Elektrizität, Gas, Telekommunikation, Post und Eisenbahnen.
Im 21. Deutschen Bundestag ist Kaufmann Mitglied in folgenden Ausschüssen und Gremien:
- Ordentliches Mitglied und Obmann seiner Partei im Ausschuss für Wirtschaft und Energie
- Stellvertretendes Mitglied im Ausschuss für wirtschaftliche Zusammenarbeit und Entwicklung
- Ordentliches Mitglied und Mitglied des Vorstands der Deutsch-Französischen Parlamentarischen Versammlung
- Ordentliches Mitglied der Parlamentarischen Versammlung des Europarates

Parallel zu seinen politischen Aktivitäten bekleidet er diverse Verwaltungs- und Aufsichtsratsmandate.
Darüber hinaus engagierte er sich sportlich als Mitglied in der Fußballmannschaft des FC Bundestag. Die Mannschaft schloss ihn im März 2024 aufgrund seiner Parteizugehörigkeit und eines damit zusammenhängenden Unvereinbarkeitsbeschlusses aus. Kaufmann klagte dagegen vor dem Berliner Landgericht, das den Ausschluss für unzulässig erklärte.

## Politische Positionen
Kaufmanns politische Schwerpunkte sind Wirtschaftspolitik und internationale Zusammenarbeit und Entwicklung. Er ist Berichterstatter der AfD-Fraktion für den Bereich Außenhandel.
Kaufmann warf der Regierung Merkel zu Beginn der COVID-19-Pandemie vor, viel zu lasch gegen die Ausbreitung des Virus vorzugehen. So twitterte er z. B. Anfang März 2020: „Jetzt schon über 100 Tote in Italien. Der reine Wahnsinn, wie in Deutschland seit Wochen die Corona-Gefahr von Spahn und Co. heruntergespielt und verharmlost wird.“ Als die Bundesregierung danach stärker gegen Corona vorging, veränderte er seine Argumentation wie auch die AfD ins Gegenteil davon. Ende 2021 gehörte er zu denjenigen AfD-Abgeordneten, die aus Ablehnung der im Plenarsaal des Bundestags geltenden 3G-Regel auf der Zuschauertribüne Platz nahmen. Nachdem er sich selbst mit dem Corona-Virus infiziert hatte, schrieb er auf Twitter: „Ich bin nun Corona-‚genesen‘. Wenigstens sechs Monate keine Gängelei für die ganze Familie.“ Die 2G-Regel bezeichnete er als „Impf-Apartheid“.